# العلاقات الأذربيجانية الكازاخستانية
العلاقات الأذربيجانية الكازاخستانية هي العلاقات الثنائية التي تجمع بين أذربيجان وكازاخستان.

## مقارنة بين البلدين
هذه مقارنة عامة ومرجعية للدولتين:
| وجه المقارنة                                              | أذربيجان        | كازاخستان                      |
| --------------------------------------------------------- | --------------- | ------------------------------ |
| المساحة (كم2)                                             | 86.60 ألف       | 2.72 مليون                     |
| عدد السكان (نسمة)                                         | 10.00 مليون     | 17.95 مليون                    |
| الكثافة السكانية (ن./كم²)                                 | 115.47          | 6.6                            |
| العاصمة                                                   | باكو            | نور سلطان                      |
| اللغة الرسمية                                             | اللغة الأذرية   | اللغة القازاقية، اللغة الروسية |
| العملة                                                    | مانات أذربيجاني | تينغ كازاخستاني                |
| الناتج المحلي الإجمالي (بليون دولار)                      | 40.75 مليار     | 159.41 مليار                   |
| الناتج المحلي الإجمالي (تعادل القوة الشرائية) بليون دولار | 171.56 مليار    | 439.39 مليار                   |
| الناتج المحلي الإجمالي الاسمي للفرد دولار أمريكي          | 5.50 ألف        | 10.51 ألف                      |
| الناتج المحلي الإجمالي للفرد دولار أمريكي                 | 17.52 ألف       | 24.23 ألف                      |
| مؤشر التنمية البشرية                                      | 0.751           | 0.788                          |
| رمز المكالمات الدولي                                      | +994            | +7                             |
| رمز الإنترنت                                              | .az             | .kz، .қаз ‏                     |
| المنطقة الزمنية                                           | ت ع م+04:00     | ت ع م+05:00، ت ع م+06:00       |

## مدن متوأمة
في ما يلي قائمة باتفاقيات التوأمة بين مدن أذربيجانية وكازاخستانية:
- ترتبط سومقاييت مع أكتاو باتفاقية توأمة منذ 1987.

## منظمات دولية مشتركة
يشترك البلدان في عضوية مجموعة من المنظمات الدولية، منها:
| علم المنظمة | اسم المنظمة                               | تاريخ انضمام أذربيجان | تاريخ انضمام كازاخستان |
| ----------- | ----------------------------------------- | --------------------- | ---------------------- |
|             | منظمة التعاون الإسلامي                    | 1991                  | ?                      |
|             | الاتحاد البريدي العالمي                   | ?                     | ?                      |
|             | بنك التنمية الآسيوي                       | 1999                  | 1994                   |
|             | يونسكو                                    | 3 يونيو 1992          | 22 مايو 1992           |
|             | البنك الدولي للإنشاء والتعمير             | 18 سبتمبر 1992        | 23 يوليو 1992          |
|             | وكالة ضمان الاستثمار متعدد الأطراف        | 23 سبتمبر 1992        | 12 أغسطس 1993          |
|             | الاتحاد الدولي للاتصالات                  | 10 أبريل 1992         | 23 فبراير 1993         |
|             | منظمة الشرطة الجنائية الدولية             | ?                     | ?                      |
|             | مؤسسة التمويل الدولية                     | 11 أكتوبر 1995        | 30 سبتمبر 1993         |
|             | الأمم المتحدة                             | 2 مارس 1992           | 2 مارس 1992            |
|             | منظمة الأمن والتعاون في أوروبا            | 30 يناير 1992         | 30 يناير 1992          |
|             | مؤسسة التنمية الدولية                     | 31 مارس 1995          | 23 يوليو 1992          |
|             | منظمة حظر الأسلحة الكيميائية              | ?                     | ?                      |
|             | المركز الدولي لتسوية المنازعات الاستشارية | 18 أكتوبر 1992        | 21 أكتوبر 2000         |

## أعلام
هذه قائمة لبعض الشخصيات التي تربطها علاقات بالبلدين:
- ديميتري نازاروف (لاعب كرة قدم، 4 أبريل 1990[21] – )

## وصلات خارجية
- موقع وزارة الخارجية الأذربيجانية
- موقع وزارة الخارجية الكازاخستانية